# Droit national
Au sein de l'Union européenne, le droit national, aussi appelé droit interne, est défini par opposition au droit communautaire. Ainsi alors que le droit communautaire s'applique de manière égale à l'ensemble des États membres de l'Union européenne, chacun de ces États membres possède un droit national qui lui est propre et qui ne s'applique par conséquent qu'au sein de cet État.